# Idaea liparota
Idaea liparota är en fjärilsart som beskrevs av Turner 1908. Idaea liparota ingår i släktet Idaea och familjen mätare. Inga underarter finns listade i Catalogue of Life.